# رؤية إفريقيا 2063
رؤية 2063 أو إفريقيا التي نريدها هي مشروع قاري اطلقه الاتحاد الإفريقي اثر الاحتفالات بيوبيلها الذهبي (مرور 50 عاما على تأسيسها) في مايو 2013. ويحمل المشروع شعار: إفريقيا موحدة ومزدهرة ومسالمة، يقودها مواطنوها، وتمثل قوة ديناميكية في الساحة الدولية. وقد تم توضيح طريقة تنفيذ هذه الفكرة وتحقيق رؤية إفريقيا التي نريدها عبر ماسمي بأجندة 2063 (Agenda 2063).
وتأتي هذه الرؤية بعد أن كانت الخمسين العام الاول للاتحاد مركز على محاربة الاستعمار والفكر الاستعماري، بالاضافه الى الاباريتد ، وقد قيمت الاتحاد بأن الاستقلال السياسي قد تحقق مما يلوم القيام بالاستقلال الاقتصادي وعملية التنمية ،حيث تسعى الاتحاد عبر هذه الخطة إلى جعل إفريقيا قوة رئيسيىة في النطام الدولي.

## واضعو الرؤية
قد شاركت في وضع هذه الرؤية معطم اجهزة الاتحاد الإفريقي ،وكذلك المناظمات الاقليمية كمنظمة غرب إفريقيا ومنظمة شرق إفريقيا ومنظمة النيباد، واللجنة الاقتصادية للامم المتحدة حول إفريقيا، والبنك الإفريقي للتنمية. كما شارك في وضع الخطة منظمات شبابية ونسائية في القارة.

## و تعتمد هذه الرؤية على 7 محاور رئيسية وهي
1. إفريقيا متقدمة معتمدة على التنمية المستدامة، والتنمية الشاملة
2. قارة موحدة ومندمحة معتمدة على مبادئ البنافريقانية.
3. يسودها الحوكمة الرشيدة ، كما أنها تحترم حقوق الانسان ومبادي الديموقراطية وسيادة القانون .
4. هوية ثقافية واضحة، وميراث وقيم مشتركة
5. إفريقيا التى تعتمد على ابنائها في جميع المجالات وفي تحقيق تنميتها
6. لاعب مؤثر وقوي في العالم
7. يسودها الامن والاستقرار[6]

## بعض المشاريع التى نفذه الاتحاد
وخلال عشر سنوات التى تلت الخطة ، استطاع الاتحاد على تنفيذ بعض المشاريع الكبيرة كمشروع جامعة الإفريقية، واعادة هيكلة مؤسسات الاتحاد، حيث يتم اختيار الاعضاء فيها بالمناصفة بين الجنسين ، مما يساهم في تمكين المرأة الإفريقية، وكذلك اطلاق منطقة التجارة الحرة القارية، التى تعتبر الاكبر من نوعها في العالم.

## المشاريع المستقبلية
من المشاريع المستقبلية التى تعمل عليها الاتحاد الإفريقي مشروع العملة المشتركة، ومشروع جواز المشترك، وكذلك اطلاق صندوق النقد الإفريقي، ومركز الطيران المشتركة، وفي الناحية الثقافية تسعى الاتحاد الى اطلاق جامعة إفريقيا الرقمية، وموسوعة الثقافة الإفريقية، والمتحف الإفريقي العظيم.

## روابط خارجية
- Agenda 2063 progress dashboard on the website of NEPAD